# Львович, Марк Исаакович
Марк Исаа́кович Льво́вич (2 (15) мая 1906, Александровск — 1998) — советский гидролог, один из основателей географического направления в гидрологии, доктор географических наук, профессор.

## Биография
Получил высшее образование на географическом факультете Ленинградского университета. В 1924 году поступил на работу в Государственный гидрологический институт (ГГИ), где работал до 1952 года. С 1929 по 1934 год руководил гидрологическими научными исследованиями на советском Дальнем Востоке. В 1937 году возглавил Центральную всесоюзную службу гидрологических прогнозов. После начала Великой Отечественной войны принимал участие в гидрологическом обеспечении армии.
В 1942 году защитил докторскую диссертацию по географии. В 1943 году стал заместителем директора Гидрологического института, занимая эту должность до 1948 года. В 1945 году вступил в КПСС, в 1947 году получил учёное звание профессора. В 1960 году возглавил Отделение гидрологии Института географии Академии наук СССР, в 1971 году был назначен президентом Комиссии поверхностных вод Международной ассоциации гидрологических наук (IAHS).

## Научный вклад
Большая часть его научных работ посвящена водному балансу СССР и земного шара в целом, охране водных ресурсов и комплексному их использованию, воде как компоненте природной среды, методологии перспективных прогнозов состояния водных ресурсов.
Создал собственный метод расчёта преобразований водного баланса и речного стока посредством лесомелиоративных и агрономических мер. Составил первые в СССР мировые карты речного стока и первый гидрологический справочник ресурсов Дальнего Востока.
За свою жизнь опубликовал более 400 научных работ и подготовил свыше 50 гидрологов СССР и социалистических стран.

## Награды
Был награждён множеством медалей и четырьмя орденами.

## Основные научные и научно-популярные публикации
- Львович М. И. Опыт классификации рек СССР / / Труды Государственного Гидрологического института. Вып. 6. — М., 1938.
- Львович М. И. Элементы водного режима рек земного шара. — М.: Гидрометеоиздат, 1945. — 126 с.
- Будыко М. И. и др. Изменение климата в связи с планом преобразования природы засушливых районов СССР / М. И. Будыко, О. А. Дроздов, М. И. Львович. — Л.: Гидрометеоиздат, 1952. — 208 с. — 3000 экз.
- Очерки по гидрографии рек СССР / Под ред. М. И. Львовича. — М.: Издательство Академии наук СССР, 1953. — 324 с.
- Львович М. И. Человек и воды: Преобразование водного баланса и речного стока. — М.: Географгиз, 1963. — 568 с. — (Природа и хозяйство).
- Львович М. И. Виктор Григорьевич Глушков. 1883—1939 / Под ред. А. В. Шнитникова. — Л.: Гидрометеоиздат, 1968. — 120 с. — 2000 экз. (в пер.)
- Львович М. И. Водные ресурсы будущего: Новое в науке. — М.: Просвещение, 1969. — 174 с. — 27 000 экз.
- Львович М. И. Метод комплексного изучения водного баланса территории // Водный баланс СССР и его преобразование: Сборник статей. Международное гидрологическое десятилетие / Под ред. М. И. Львовича. — М.: Наука, 1969. — С. 15—23. — 338 с.
- Львович М. И. Реки СССР. — М.: Мысль, 1971. — 352 с. — 6000 экз. (в пер.)
- Львович М. И. Мировые водные ресурсы и их будущее. — М.: Мысль, 1974. — 448 с. — 6000 экз.
- Львович М. И. Вода и жизнь: Водные ресурсы, их преобразование и охрана / Рецензент: д-р геогр. наук Н. В. Разумихин. — М.: Мысль, 1986. — 256 с. — 9000 экз. (в пер.)
- Современная интенсивность внутриконтинентальной эрозии суши и земного шара / М. И. Львович, Г. Я. Карасик, Н. Л. Братцева и др.; Междувед. геофиз. ком. при Президиуме АН СССР. — М., 1991. — 336 с. — (Результаты исследований по международным геофизическим проектам).

Редактор
- Клиге Р. К. Изменения глобального водообмена / Отв. ред. М. И. Львович, И. Д. Цигельная. — М.: Наука, 1985. — 248 с. — 1000 экз.